# Oravi

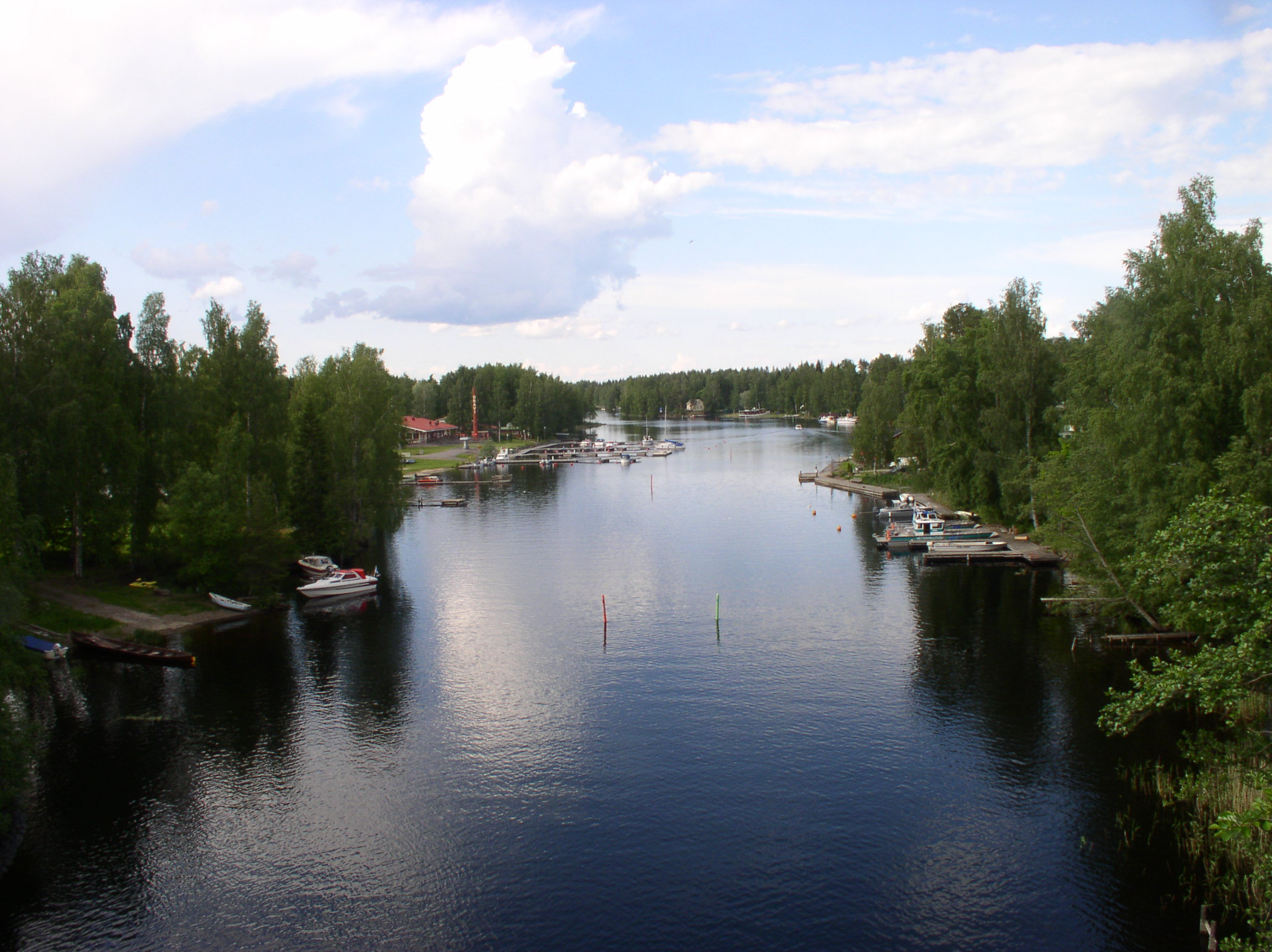
Oravi

Oravi [ˈorɑvi] ist ein Dorf mit rund 100 Einwohnern in der finnischen Landschaft Südsavo. Es liegt inmitten der Finnischen Seenplatte auf einer Landenge zwischen den Seen Haukivesi und Joutenvesi. Oravi gehört verwaltungsmäßig zur Stadt Savonlinna und liegt 42 Kilometer nordwestlich des Stadtzentrums. Der Ort hat touristische Bedeutung: Es finden sich dort Supermarkt, Restaurant und ein Bootsverleih mit Bootstankstelle, sowie die Herberge Oravin Melontakeskus. Auch der Nationalpark Linnansaari ist von Oravi aus erreichbar.
Durch das Zentrum Oravis führt der 237 Meter lange und bis zu 2,7 Meter tiefe Oravi-Kanal. 
Er verbindet die Seen Haukivesi und Jountunvesi und wurde in den 1960ern durch den unweit südöstlich gelegenen Haponlahtikanal ersetzt.
Oravi gehörte ursprünglich zur Gemeinde Rantasalmi. Bevor Oravi an das Straßennetz angeschlossen wurde, war das 17 Kilometer Luftlinie am anderen Ufer des Haukivesi gelegene Kirchdorf von Rantasalmi auf dem Wasserweg die am einfachsten zu erreichende Ortschaft. Zwischen 1854 und 1858 entstand die Landstraße von Heinävesi über Oravi nach Savonlinna. Dadurch wurde die Anbindung an Savonlinna stärker als die an Rantasalmi. 1968 wurde das Gebiet um Oravi der Gemeinde Sääminki, welche das Umland der Stadt Savonlinna umfasste, zugeschlagen. 1973 wurde Sääminki wiederum in Savonlinna eingemeindet.